# Евангельские советы
Евангельские советы (лат. Consilia Evangelica) — в христианской (преимущественно католической и православной) теологии  слова Иисуса Христа (например, содержащиеся в Евангелии от Матфея, 19:21 и др.) и их интерпретации, которые сообщают особый путь совершенства для избранных. Эти советы считаются необязательными для простых христиан, но необходимыми для монахов (по католической и православной интерпретации  - для тех, «кто может вместить» — согласно тексту Евангелия от Матфея, 19:12): не заповеди, а советы. 
Во время Реформации концепция «евангельских советов» подверглась критике со стороны Лютера и других деятелей реформации (Цвингли, Кальвин), а также  их последователей как попытка оправдания в глазах Бога  "сверхдолжными делами" помимо веры.

## Три евангельских совета
- безбрачие (Мф. 19:10)
- Бедность (Мф. 19:21).
- Послушание[2]